# Sofia Carlota de Brandenburg-Bayreuth
Sofia Carlota de Brandenburg-Bayreuth (en alemany Sophie Charlotte Albertine von Brandenburg-Bayreuth) va néixer a Weferlingen (Alemanya) el 27 de juliol de 1713 i va morir a Ilmenau el 2 de març de 1746. Era filla de Jordi Frederic de Brandenburg-Bayreuth (1688-1735) i de Dorotea de Schleswig-Holstein-Sonderburg-Beck (1685-1761).

## Matrimoni i fills
El 7 d'abril de 1734 es va casar a Bayreuth amb Ernest August I de Saxònia-Weimar (1688-1748), fill del duc Joan Ernest III de Saxònia-Weimar (1664-1707) i de Sofia Augusta d'Anhalt-Zerbst (1663-1694). El matrimoni va tenir quatre fills:
- Carles (1735-1736)
- Ernest August II (1737-1758), duc de Saxe-Weimar-Eisenach, casat amb Anna Amàlia de Brunsvic-Wolfenbüttel (1739-1807).
- Ernestina (1740-1786), casada amb Ernest Frederic III de Saxònia-Hildburghausen (1727-1780)
- Ernest (1742-1743)